# Convocazioni alla Volleyball Nations League maschile 2021
Elenco dei giocatori convocati per la Volleyball Nations League 2021.

## Argentina
| N° | Nome              | Ruolo | Data di nascita   | Squadra            |
| -- | ----------------- | ----- | ----------------- | ------------------ |
| -  | Marcelo Méndez    | All   | 20 giugno 1964    | Sada               |
| 1  | Matías Sánchez    | P     | 20 settembre 1996 | Tourcoing          |
| 2  | Federico Pereyra  | O     | 19 giugno 1988    | Al-Ahly Bengasi    |
| 3  | Jan Martínez      | S     | 28 gennaio 1998   | Maaseik            |
| 5  | Nicolás Uriarte   | P     | 21 marzo 1990     | Narbonne           |
| 6  | Cristian Poglajen | S     | 14 giugno 1989    | Afyon              |
| 7  | Facundo Conte     | S     | 25 agosto 1990    | Sada               |
| 8  | Agustín Loser     | C     | 12 ottobre 1997   | Tourcoing          |
| 9  | Santiago Danani   | L     | 12 dicembre 1995  | Padova             |
| 10 | Nicolás Lazo      | S     | 16 aprile 1995    | Minas              |
| 11 | Sebastián Solé    | C     | 12 giugno 1991    | Sir Safety Perugia |
| 12 | Bruno Lima        | O     | 4 febbraio 1996   | Afyon              |
| 13 | Ezequiel Palacios | S     | 2 ottobre 1992    | Montpellier        |
| 14 | Pablo Crer        | C     | 12 giugno 1989    | Trefl Gdańsk       |
| 15 | Luciano De Cecco  | P     | 2 giugno 1988     | Lube               |
| 16 | Luciano Palonsky  | S     | 8 luglio 1999     | Tourcoing          |
| 17 | Nicolás Méndez    | S     | 2 novembre 1992   | Montpellier        |
| 18 | Martín Ramos      | C     | 26 agosto 1991    | Narbonne           |
| 19 | Franco Massimino  | L     | 23 maggio 1988    | Chaumont           |

## Australia
| N° | Nome                  | Ruolo | Data di nascita   | Squadra         |
| -- | --------------------- | ----- | ----------------- | --------------- |
| -  | Marcos Miranda        | All   |                   | Belogor'e       |
| 1  | Beau Graham           | C     | 17 aprile 1994    | Gazélec Ajaccio |
| 2  | Arash Dosanjh         | P     | 30 luglio 1996    | Grand Nancy     |
| 3  | Steven Macdonald      | C     | 26 giugno 1997    | -               |
| 7  | James Weir            | C     | 20 luglio 1995    | Netzhoppers     |
| 8  | Trent O'Dea           | C     | 11 maggio 1994    | -               |
| 11 | Luke Perry            | L     | 20 novembre 1995  | Tours           |
| 12 | Nehemiah Mote         | C     | 21 giugno 1993    | Friedrichshafen |
| 15 | Luke Smith            | S     | 30 agosto 1990    | Lvi Praha       |
| 16 | Thomas Douglas-Powell | S     | 16 settembre 1992 | Al-Wakrah       |
| 21 | Nicholas Butler       | P     | 27 giugno 1997    | -               |
| 27 | Max Senica            | S     | 19 agosto 1999    | Nordenskov      |
| 28 | Tim Taylor            | S     | 13 febbraio 1995  | -               |
| 29 | Ethan Garrett         | S     | 1º febbraio 2001  | DKSE            |
| 31 | Matthew Aubrey        | O     | 18 agosto 1997    | Floby           |
| 32 | Tobi Azeez            | S     | 30 aprile 1999    | Mount Olive     |
| 33 | Sam Flowerday         | S     | 30 maggio 2002    | Canberra Heat   |
| 34 | Billy Greber          | L     | 17 gennaio 2003   | Canberra Heat   |

## Brasile
| N° | Nome                 | Ruolo | Data di nascita   | Squadra         |
| -- | -------------------- | ----- | ----------------- | --------------- |
| -  | Carlos Schwanke      | All   | 5 maggio 1974     | -               |
| 1  | Bruno de Rezende     | P     | 2 luglio 1986     | Funvic          |
| 3  | João Rafael Ferreira | S     | 17 marzo 1993     | Funvic          |
| 5  | Maurício Silva       | S     | 4 febbraio 1989   | Funvic          |
| 6  | Fernando Kreling     | P     | 13 gennaio 1996   | Sada            |
| 8  | Wallace de Souza     | O     | 26 giugno 1987    | Spor Toto       |
| 9  | Yoandy Leal          | S     | 31 agosto 1988    | Lube            |
| 10 | Matheus dos Santos   | C     | 23 aprile 1996    | Minas           |
| 11 | Gabriel Vaccari      | S     | 25 dicembre 1996  | BVC             |
| 12 | Isac Santos          | C     | 3 dicembre 1990   | Sada            |
| 13 | Maurício de Souza    | C     | 29 settembre 1988 | Funvic          |
| 14 | Douglas de Souza     | S     | 20 agosto 1995    | Funvic          |
| 15 | Maique Nascimento    | L     | 16 luglio 1997    | Minas           |
| 16 | Lucas Saatkamp       | C     | 6 marzo 1986      | Funvic          |
| 17 | Thales Hoss          | L     | 26 aprile 1989    | Funvic          |
| 18 | Ricardo Lucarelli    | S     | 14 febbraio 1992  | Trentino        |
| 19 | Felipe Roque         | O     | 19 maggio 1997    | Funvic          |
| 21 | Alan de Souza        | O     | 21 marzo 1994     | Sada            |
| 23 | Flávio Gualberto     | C     | 22 aprile 1993    | Warta Zawiercie |

## Bulgaria
| N° | Nome               | Ruolo | Data di nascita   | Squadra             |
| -- | ------------------ | ----- | ----------------- | ------------------- |
| -  | Silvano Prandi     | All   | 13 novembre 1947  | Chaumont            |
| 1  | Denis Karjagin     | S     | 28 settembre 2002 | Neftohimik          |
| 2  | Stefan Chavdarov   | C     | 26 luglio 1995    | Montana             |
| 3  | Nikolaj Kolev      | C     | 16 dicembre 1997  | Neftohimik          |
| 4  | Martin Atanasov    | S     | 27 settembre 1996 | Ziraat Bankası      |
| 6  | Vladimir Stankov   | P     | 9 agosto 1996     | Levski Sofia        |
| 9  | Georgi Seganov     | P     | 10 giugno 1993    | Top Volley Latina   |
| 10 | Svetoslav Stankov  | P     | 6 agosto 1996     | Marek Junion-Ivkoni |
| 11 | Aleks Grozdanov    | C     | 28 marzo 1998     | Porto Robur Costa   |
| 12 | Georgi Petrov      | S     | 18 agosto 1999    | Chaumont            |
| 14 | Asparuh Asparuhov  | S     | 28 luglio 2000    | NBV                 |
| 15 | Gordan Lyutskanov  | O     | 11 aprile 1997    | -                   |
| 16 | Vladislav Ivanov   | L     | 14 marzo 1987     | Levski Sofia        |
| 19 | Cvetan Sokolov     | O     | 31 dicembre 1989  | Dinamo Mosca        |
| 22 | Nikolay Kartev     | C     | 20 settembre 1995 | Hebăr               |
| 24 | Martin Ivanov      | L     | 15 luglio 1988    | Beroe               |
| 25 | Radoslav Parapunov | O     | 19 giugno 1997    | Hawaii              |
| 26 | Svetoslav Ivanov   | S     | 10 luglio 2000    | Marek Junion-Ivkoni |

## Canada
| N° | Nome                   | Ruolo | Data di nascita   | Squadra            |
| -- | ---------------------- | ----- | ----------------- | ------------------ |
| -  | Glenn Hoag             | All   | 6 dicembre 1958   | Arkas              |
| 1  | Tyler Sanders          | P     | 14 dicembre 1991  | -                  |
| 2  | John Perrin            | S     | 17 agosto 1989    | Ural               |
| 3  | Steven Marshall        | S     | 23 novembre 1989  | Chaumont           |
| 4  | Nicholas Hoag          | S     | 19 agosto 1992    | Fenerbahçe         |
| 6  | Jordan Pereira         | L     | 8 marzo 1998      | -                  |
| 7  | Stephen Maar           | S     | 6 dicembre 1994   | Powervolley Milano |
| 8  | Jay Blankenau          | P     | 27 settembre 1989 | Arkas              |
| 10 | Ryan Sclater           | O     | 10 febbraio 1994  | Montpellier        |
| 11 | Daniel Jansen VanDoorn | C     | 21 marzo 1990     | -                  |
| 12 | Lucas Van Berkel       | C     | 29 novembre 1991  | Dürener            |
| 13 | Sharone Vernon-Evans   | O     | 28 agosto 1998    | Sir Safety Perugia |
| 14 | Eric Loeppky           | S     | 1º agosto 1998    | Porto Robur Costa  |
| 17 | Graham Vigrass         | C     | 17 giugno 1989    | Fenerbahçe         |
| 19 | Blair Bann             | L     | 26 febbraio 1988  | Dürener            |
| 20 | Arthur Szwarc          | C     | 30 maggio 1995    | Top Volley Latina  |
| 21 | Brett Walsh            | P     | 19 febbraio 1994  | Halkbank           |
| 23 | Danny Demyanenko       | C     | 13 luglio 1994    | Montpellier        |

## Francia
| N° | Nome                  | Ruolo | Data di nascita  | Squadra               |
| -- | --------------------- | ----- | ---------------- | --------------------- |
| -  | Laurent Tillie        | All   | 1º dicembre 1963 | Panasonic Panthers    |
| 1  | Barthélémy Chinenyeze | C     | 28 febbraio 1998 | Callipo               |
| 2  | Jenia Grebennikov     | L     | 13 agosto 1990   | Modena                |
| 4  | Jean Patry            | O     | 27 dicembre 1996 | Powervolley Milano    |
| 6  | Benjamin Toniutti     | P     | 30 ottobre 1989  | ZAKSA                 |
| 7  | Kévin Tillie          | S     | 2 novembre 1990  | Top Volley Latina     |
| 8  | Julien Lyneel         | S     | 15 aprile 1990   | -                     |
| 9  | Earvin N'Gapeth       | S     | 21 febbraio 1991 | Zenit-Kazan           |
| 11 | Antoine Brizard       | P     | 22 maggio 1984   | Zenit San Pietroburgo |
| 12 | Stéphen Boyer         | O     | 10 aprile 1996   | Al-Rayyan             |
| 14 | Nicolas Le Goff       | C     | 15 febbraio 1992 | Montpellier           |
| 16 | Daryl Bultor          | C     | 17 novembre 1995 | Tourcoing             |
| 17 | Trévor Clévenot       | S     | 28 giugno 1994   | You Energy            |
| 18 | Thibault Rossard      | S     | 28 agosto 1993   | Callipo               |
| 19 | Yacine Louati         | S     | 4 marzo 1992     | Jastrzębski Węgiel    |
| 20 | Benjamin Diez         | L     | 4 aprile 1998    | Paris                 |
| 21 | Théo Faure            | S     | 12 ottobre 1999  | Spacer's Toulouse     |
| 23 | Léo Meyer             | P     | 25 gennaio 1997  | Nantes                |
| 24 | Moussé Gueye          | C     | 11 novembre 1996 | Narbonne              |

## Germania
| N° | Nome               | Ruolo | Data di nascita  | Squadra            |
| -- | ------------------ | ----- | ---------------- | ------------------ |
| -  | Andrea Giani       | All   | 22 aprile 1970   | Modena             |
| 1  | Christian Fromm    | S     | 15 agosto 1990   | Olympiakos         |
| 3  | Ruben Schott       | S     | 8 luglio 1994    | Charlottenburg     |
| 5  | Moritz Reichert    | S     | 15 marzo 1995    | Trefl Gdańsk       |
| 6  | Denys Kaliberda    | S     | 24 giugno 1990   | Charlottenburg     |
| 7  | David Sossenheimer | S     | 21 giugno 1996   | Sir Safety Perugia |
| 8  | Marcus Böhme       | C     | 25 agosto 1985   | Friedrichshafen    |
| 10 | Julian Zenger      | L     | 1º gennaio 1997  | Charlottenburg     |
| 13 | Simon Hirsch       | O     | 3 aprile 1992    | Narbonne           |
| 15 | Noah Baxpöhler     | C     | 13 agosto 1993   | Rüsselsheim        |
| 16 | Eric Burggräf      | P     | 3 marzo 1999     | Dürener            |
| 17 | Jan Zimmermann     | P     | 12 febbraio 1993 | Sir Safety Perugia |
| 18 | Florian Krage      | C     | 11 gennaio 1997  | Lüneburg           |
| 19 | Erik Röhrs         | S     | 24 aprile 2001   | Rüsselsheim        |
| 20 | Linus Weber        | O     | 1º novembre 1999 | Friedrichshafen    |
| 21 | Tobias Krick       | C     | 22 ottobre 1998  | Top Volley Latina  |
| 25 | Lukas Maase        | O     | 28 agosto 1998   | Friedrichshafen    |

## Giappone
| N° | Nome              | Ruolo | Data di nascita  | Squadra               |
| -- | ----------------- | ----- | ---------------- | --------------------- |
| -  | Yuichi Nakagaichi | All   | 2 novembre 1967  | -                     |
| 1  | Kunihiro Shimizu  | S     | 11 agosto 1986   | Panasonic Panthers    |
| 2  | Taishi Onodera    | C     | 27 febbraio 1996 | JT Thunders Hiroshima |
| 3  | Naonobu Fujii     | P     | 5 gennaio 1992   | Toray Arrows          |
| 4  | Issei Ōtake       | O     | 3 dicembre 1995  | Panasonic Panthers    |
| 5  | Tatsuya Fukuzawa  | S     | 1º luglio 1986   | Paris                 |
| 6  | Akihiro Yamauchi  | C     | 30 novembre 1993 | Panasonic Panthers    |
| 11 | Yūji Nishida      | O     | 30 gennaio 2000  | JTEKT Stings          |
| 12 | Masahiro Sekita   | P     | 20 novembre 1993 | Sakai Blazers         |
| 13 | Masaki Oya        | P     | 23 aprile 1995   | Suntory Sunbirds      |
| 14 | Yūki Ishikawa     | S     | 11 dicembre 1995 | Powervolley Milano    |
| 15 | Haku Ri           | C     | 27 dicembre 1990 | Toray Arrows          |
| 16 | Kentarō Takahashi | C     | 8 febbraio 1995  | Toray Arrows          |
| 17 | Kenta Takanashi   | S     | 25 marzo 1997    | WolfDogs Nagoya       |
| 19 | Tatsunori Ōtsuka  | S     | 5 novembre 2000  | Waseda Daigaku        |
| 20 | Tomohiro Yamamoto | L     | 5 novembre 1994  | Sakai Blazers         |
| 21 | Ran Takahashi     | S     | 2 settembre 2001 | Nippon Taiiku Daigaku |
| 24 | Tomohiro Ogawa    | L     | 4 luglio 1996    | WolfDogs Nagoya       |

## Iran
| N° | Nome                | Ruolo | Data di nascita   | Squadra          |
| -- | ------------------- | ----- | ----------------- | ---------------- |
| -  | Vladimir Alekno     | All   | 4 dicembre 1966   | Zenit-Kazan      |
| 2  | Milad Ebadipour     | S     | 17 ottobre 1993   | Skra Bełchatów   |
| 3  | Reza Abedini        | C     | 19 maggio 1991    | Shahdab Yazd     |
| 4  | Saeid Marouf        | P     | 20 ottobre 1985   | Beijing          |
| 6  | Mohammad Mousavi    | C     | 22 agosto 1987    | You Energy       |
| 7  | Purya Fayazi        | S     | 12 gennaio 1993   | Urmia            |
| 8  | Mohammad Hazratpour | L     | 31 marzo 1999     | Urmia            |
| 9  | Masoud Gholami      | C     | 9 febbraio 1986   | Urmia            |
| 10 | Amir Ghafour        | O     | 6 giugno 1991     | Bursa BB         |
| 11 | Saber Kazemi        | O     | 24 dicembre 1998  | -                |
| 12 | Morteza Sharifi     | S     | 27 maggio 1999    | Haliliye         |
| 15 | Aliasghar Mojarad   | C     | 30 ottobre 1997   | -                |
| 16 | Ali Shafiei         | C     | 21 settembre 1991 | Saipa            |
| 17 | Meisam Salehi       | S     | 17 novembre 1998  | Urmia            |
| 18 | Mohammad Vadi       | P     | 10 ottobre 1989   | Urmia            |
| 21 | Arman Salehi        | L     | 29 ottobre 1992   | Shahrdari Gonbad |
| 22 | Amir Esfandiar      | S     | 24 gennaio 1999   | Maaseik          |
| 23 | Bardia Saadat       | O     | 12 agosto 2002    | Niš              |
| 24 | Javad Karimi        | P     | 1º marzo 1998     | Maaseik          |

## Italia
| N° | Nome                   | Ruolo | Data di nascita  | Squadra            |
| -- | ---------------------- | ----- | ---------------- | ------------------ |
| -  | Antonio Valentini      | All   | 30 gennaio 1990  | Porto Robur Costa  |
| 1  | Davide Gardini         | S     | 11 febbraio 1999 | Brigham Young      |
| 7  | Fabio Balaso           | L     | 20 ottobre 1995  | Lube               |
| 11 | Gianluca Galassi       | C     | 24 luglio 1997   | Milano             |
| 15 | Riccardo Sbertoli      | P     | 23 maggio 1998   | Powervolley Milano |
| 18 | Alessandro Michieletto | S     | 5 dicembre 2001  | Trentino           |
| 20 | Gabriele Nelli         | O     | 4 dicembre 1993  | Belogor'e          |
| 21 | Luca Spirito           | P     | 30 ottobre 1993  | NBV                |
| 23 | Giulio Pinali          | O     | 2 aprile 1997    | Porto Robur Costa  |
| 24 | Oreste Cavuto          | S     | 5 dicembre 1996  | Top Volley Latina  |
| 25 | Marco Vitelli          | C     | 4 aprile 1996    | Padova             |
| 26 | Lorenzo Cortesia       | C     | 26 luglio 1999   | Trentino           |
| 27 | Leonardo Scanferla     | L     | 4 dicembre 1998  | You Energy         |
| 28 | Francesco Recine       | S     | 7 febbraio 1999  | Porto Robur Costa  |
| 29 | Mattia Bottolo         | S     | 3 gennaio 2000   | Sempre Padova      |
| 30 | Leandro Mosca          | C     | 5 settembre 2000 | Powervolley Milano |
| 31 | Filippo Federici       | L     | 26 dicembre 2000 | Milano             |

## Paesi Bassi
| N° | Nome              | Ruolo | Data di nascita   | Squadra            |
| -- | ----------------- | ----- | ----------------- | ------------------ |
| -  | Roberto Piazza    | All   | 29 gennaio 1968   | Powervolley Milano |
| 2  | Wessel Keemink    | P     | 29 maggio 1993    | Karlovarsko        |
| 4  | Thijs ter Horst   | S     | 18 settembre 1991 | Sir Safety Perugia |
| 5  | Luuc van der Ent  | C     | 27 luglio 1998    | Herrsching         |
| 6  | Just Dronkers     | L     | 7 giugno 1993     | Maaseik            |
| 7  | Gijs Jorna        | S     | 30 maggio 1989    | Spacer's Toulouse  |
| 8  | Fabian Plak       | C     | 23 luglio 1997    | Grand Nancy        |
| 10 | Maikel van Zeist  | C     | 16 settembre 1994 | Dynamo Apeldoorn   |
| 12 | Bennie Tuinstra   | S     | 12 settembre 2000 | Lycurgus           |
| 13 | Steven Ottevanger | L     | 7 gennaio 1995    | Lycurgus           |
| 14 | Nimir Abdel-Aziz  | O     | 5 febbraio 1992   | Trentino           |
| 15 | Gijs van Solkema  | P     | 21 maggio 1998    | Polonia London     |
| 17 | Michaël Parkinson | C     | 23 novembre 1991  | Spacer's Toulouse  |
| 18 | Robbert Andringa  | S     | 28 aprile 1990    | AZS Olsztyn        |
| 19 | Freek de Weijer   | P     | 30 ottobre 1995   | Dynamo Apeldoorn   |
| 21 | Stijn Van Schie   | S     | 19 febbraio 1995  | Roeselare          |
| 22 | Twan Wiltenburg   | C     | 20 gennaio 1997   | Aalst              |
| 25 | Stijn van Tilburg | S     | 7 aprile 1996     | Giesen             |

## Polonia
| N° | Nome              | Ruolo | Data di nascita  | Squadra            |
| -- | ----------------- | ----- | ---------------- | ------------------ |
| -  | Vital Heynen      | All   | 12 giugno 1969   | -                  |
| 1  | Piotr Nowakowski  | C     | 18 dicembre 1987 | Projekt Warszawa   |
| 2  | Maciej Muzaj      | O     | 21 maggio 1994   | Sir Safety Perugia |
| 4  | Marcin Komenda    | P     | 24 maggio 1996   | Stal Nysa          |
| 5  | Łukasz Kaczmarek  | O     | 29 giugno 1994   | ZAKSA              |
| 6  | Bartosz Kurek     | O     | 29 agosto 1988   | WolfDogs Nagoya    |
| 9  | Wilfredo León     | S     | 31 luglio 1993   | Sir Safety Perugia |
| 10 | Damian Wojtaszek  | L     | 7 settembre 1988 | Projekt Warszawa   |
| 11 | Fabian Drzyzga    | P     | 3 gennaio 1990   | Asseco Resovia     |
| 12 | Grzegorz Łomacz   | P     | 1º ottobre 1987  | Skra Bełchatów     |
| 13 | Michał Kubiak     | S     | 23 febbraio 1988 | Panasonic Panthers |
| 14 | Aleksander Śliwka | S     | 24 maggio 1995   | ZAKSA              |
| 15 | Jakub Kochanowski | C     | 17 luglio 1997   | ZAKSA              |
| 16 | Kamil Semeniuk    | S     | 16 luglio 1996   | ZAKSA              |
| 17 | Paweł Zatorski    | L     | 21 giugno 1990   | ZAKSA              |
| 19 | Marcin Janusz     | P     | 31 luglio 1994   | Trefl Gdańsk       |
| 20 | Mateusz Bieniek   | C     | 5 aprile 1994    | Skra Bełchatów     |
| 21 | Tomasz Fornal     | S     | 31 agosto 1997   | Jastrzębski Węgiel |
| 22 | Bartosz Bednorz   | S     | 25 luglio 1994   | Zenit-Kazan        |
| 77 | Karol Kłos        | C     | 8 agosto 1989    | Skra Bełchatów     |
| 99 | Norbert Huber     | C     | 14 agosto 1998   | Skra Bełchatów     |

## Russia
| N° | Nome                | Ruolo | Data di nascita  | Squadra               |
| -- | ------------------- | ----- | ---------------- | --------------------- |
| -  | Tuomas Sammelvuo    | All   | 16 febbraio 1976 | Zenit San Pietroburgo |
| 1  | Jaroslav Podlesnych | S     | 3 settembre 1994 | Dinamo Mosca          |
| 2  | Il'ja Vlasov        | C     | 3 agosto 1995    | Dinamo Mosca          |
| 4  | Artëm Vol'vič       | C     | 22 gennaio 1990  | Zenit-Kazan           |
| 5  | Anton Sëmyšev       | S     | 22 agosto 1997   | Dinamo Mosca          |
| 6  | Evgenij Baranov     | L     | 30 giugno 1995   | Dinamo Mosca          |
| 7  | Dmitrij Volkov      | S     | 25 maggio 1995   | Fakel                 |
| 9  | Ivan Jakovlev       | C     | 17 aprile 1995   | Zenit San Pietroburgo |
| 10 | Denis Bogdan        | P     | 13 ottobre 1996  | Fakel                 |
| 11 | Pavel Pankov        | S     | 14 agosto 1995   | Dinamo Mosca          |
| 13 | Dmitrij Musėrskij   | C     | 29 ottobre 1988  | Suntory Sunbirds      |
| 15 | Viktor Poletaev     | O     | 27 luglio 1995   | Zenit San Pietroburgo |
| 17 | Maksim Michajlov    | O     | 19 marzo 1988    | Zenit-Kazan           |
| 18 | Egor Kljuka         | S     | 15 giugno 1995   | Zenit San Pietroburgo |
| 20 | Il'jas Kurkaev      | C     | 18 gennaio 1994  | Lokomotiv Novosibirsk |
| 24 | Igor' Kobzar'       | P     | 13 aprile 1991   | Kuzbass               |
| 27 | Valentin Golubev    | L     | 3 maggio 1992    | Zenit-Kazan           |

## Serbia
| N° | Nome                    | Ruolo | Data di nascita   | Squadra               |
| -- | ----------------------- | ----- | ----------------- | --------------------- |
| -  | Slobodan Kovač          | All   | 13 settembre 1967 | Top Volley Latina     |
| 2  | Uroš Kovačević          | S     | 6 maggio 1993     | Beijing               |
| 3  | Milorad Kapur           | L     | 5 marzo 1991      | Giesen                |
| 6  | Nikola Peković          | L     | 6 marzo 1990      | Zalău                 |
| 7  | Petar Krsmanović        | C     | 1º giugno 1990    | Kuzbass               |
| 8  | Marko Ivović            | S     | 22 dicembre 1990  | Lokomotiv Novosibirsk |
| 9  | Nikola Jovović          | P     | 13 febbraio 1992  | Spacer's Toulouse     |
| 10 | Miran Kujundžić         | S     | 19 giugno 1997    | Paris                 |
| 11 | Aleksa Batak            | P     | 18 gennaio 2000   | Porto Robur Costa     |
| 12 | Pavle Perić             | S     | 7 agosto 1998     | Vojvodina             |
| 13 | Stevan Simić            | C     | 21 marzo 1996     | Vojvodina             |
| 14 | Aleksandar Atanasijević | O     | 4 settembre 1991  | Sir Safety Perugia    |
| 16 | Dražen Luburić          | O     | 2 novembre 1991   | Lokomotiv Novosibirsk |
| 18 | Marko Podraščanin       | C     | 29 agosto 1987    | Trentino              |
| 20 | Srećko Lisinac          | C     | 17 maggio 1992    | Trentino              |
| 21 | Vuk Todorović           | P     | 23 aprile 1998    | ACH Volley            |
| 23 | Božidar Vučićević       | O     | 9 dicembre 1998   | ACH Volley            |
| 26 | Davide Kovač            | S     | 19 novembre 1999  | Spartak Subotica      |

## Slovenia
| N° | Nome             | Ruolo | Data di nascita   | Squadra            |
| -- | ---------------- | ----- | ----------------- | ------------------ |
| -  | Alberto Giuliani | All   | 25 dicembre 1964  | Asseco Resovia     |
| 1  | Tonček Štern     | O     | 14 novembre 1995  | Padova             |
| 2  | Alen Pajenk      | C     | 23 aprile 1986    | Stade Poitevin     |
| 3  | Gregor Pernuš    | P     | 17 luglio 1999    | ACH Volley         |
| 4  | Jan Kozamernik   | C     | 24 gennaio 1995   | Asseco Resovia     |
| 5  | Alen Šket        | S     | 28 marzo 1988     | Maribor            |
| 6  | Mitja Gasparini  | O     | 26 giugno 1984    | Kamnik             |
| 9  | Dejan Vinčić     | P     | 15 settembre 1986 | Friedrichshafen    |
| 10 | Sašo Štalekar    | C     | 5 marzo 1996      | Kamnik             |
| 11 | Žiga Štern       | S     | 2 gennaio 1994    | Foinikas Syro      |
| 12 | Jan Klobučar     | S     | 11 dicembre 1992  | Kamnik             |
| 13 | Jani Kovačič     | L     | 14 giugno 1992    | Porto Robur Costa  |
| 15 | Matic Videčnik   | C     | 31 luglio 1993    | ACH Volley         |
| 16 | Gregor Ropret    | P     | 1º marzo 1989     | ACH Volley         |
| 17 | Tine Urnaut      | S     | 3 settembre 1988  | Powervolley Milano |
| 18 | Klemen Čebulj    | S     | 21 febbraio 1992  | Asseco Resovia     |
| 19 | Rok Možič        | S     | 17 gennaio 2002   | Maribor            |

## Stati Uniti
| N° | Nome               | Ruolo | Data di nascita   | Squadra          |
| -- | ------------------ | ----- | ----------------- | ---------------- |
| -  | John Speraw        | All   | 18 ottobre 1971   | UC Los Angeles   |
| 1  | Matthew Anderson   | O     | 18 aprile 1987    | -                |
| 3  | Taylor Sander      | S     | 17 marzo 1992     | Skra Bełchatów   |
| 4  | Jeffrey Jendryk    | C     | 15 settembre 1995 | Asseco Resovia   |
| 5  | Kyle Ensing        | O     | 6 marzo 1997      | Maccabi Tel Aviv |
| 6  | Mitchell Stahl     | C     | 31 agosto 1994    | Maaseik          |
| 7  | Kawika Shoji       | P     | 11 novembre 1987  | Padova           |
| 8  | Torey DeFalco      | S     | 10 aprile 1997    | AZS Olsztyn      |
| 9  | Jake Hanes         | O     | 3 maggio 1998     | Arago de Sète    |
| 11 | Micah Christenson  | P     | 8 maggio 1993     | Modena           |
| 12 | Maxwell Holt       | C     | 12 marzo 1987     | Milano           |
| 13 | Benjamin Patch     | O     | 21 giugno 1994    | Charlottenburg   |
| 15 | Brenden Sander     | S     | 22 dicembre 1995  | Czarni Radom     |
| 16 | Joshua Tuaniga     | P     | 18 marzo 1997     | Ślepsk Suwałki   |
| 17 | Thomas Jaeschke    | S     | 4 settembre 1993  | NBV              |
| 18 | Garrett Muagututia | S     | 26 febbraio 1988  | Warta Zawiercie  |
| 19 | Taylor Averill     | C     | 5 marzo 1992      | Cannes           |
| 20 | David Smith        | C     | 15 maggio 1985    | ZAKSA            |
| 21 | Dustin Watten      | L     | 27 ottobre 1986   | Katowice         |
| 22 | Erik Shoji         | L     | 24 agosto 1989    | Fakel            |